# Shadowhunters - Città di vetro
Shadowhunters: The Mortal Instruments - Città di Vetro (The Mortal Instruments - City of Glass) è un romanzo fantasy di Cassandra Clare, pubblicato il 24 marzo 2009 negli Stati Uniti e nel mese di agosto 2009 in italiano. È il terzo capitolo della saga Shadowhunters.

## Trama
Clary scopre, grazie a Madeleine, che l'unica possibilità di rompere l'incantesimo che tiene sua madre in coma è quella di recarsi ad Idris, terra nativa di tutti gli Shadowhunters e sede di alcuni Nascosti. Lì, infatti, risiede il potente stregone Ragnor Fell, che sembra essere in grado di risolvere il suo problema. Jace, però, tenta di convincere in tutti i modi la sorella a non andare ad Alicante, capitale di Idris, ritenendola una città poco sicura per lei. Ma la ragazza sembra decisa a non cedere e infatti riuscirà a raggiungerla, creando un Portale grazie alla sua stranissima e speciale dote: quella di inventare nuove rune. Il Portale, però, la porterà a cadere nel Lago Lyn, che ha il potere di uccidere gli Shadowhunters, provocando loro terribili allucinazioni.
 Fortunatamente, Clary riuscirà a riprendersi anche grazie alle cure di Amatis, sorella minore di Luke, segnata dal profondo dolore causatole dall'abbandono del marito, Stephen (figlio dell'Inquisitrice Herondale), diventato in passato un seguace di Valentine, il quale lo aveva costretto a lasciare Amatis per sposare una giovane seguace del suo Circolo, Céline, a causa della parentela di Amatis con il lupo mannaro Lucian (Luke). 
Nel frattempo, Simon viene arrestato dall'Inquisitore Aldertree, subentrato alla Herondale, che costringe il giovane vampiro a rivelare false informazioni sui Lightwood e ad incolparli di essere spie di Valentine. Simon, che si rifiuta categoricamente di farlo perché nel mentre è diventato amico di Isabelle ed Alec, viene chiuso in prigione, dove conosce un vecchio alleato di Valentine, di nome Samuel. 
Clary, nel mentre, conosce Sebastian Verlac (cugino dei Penhallow, una famiglia di Shadowhunters amica dei Lightwood), un ragazzo molto ambiguo, che sembra subito mostrare una strana attrazione per lei. 
Successivamente, Clary e Jace si recano alla tenuta di campagna dei Wayland, per cercare un libro di magia sotto richiesta di Magnus, nel quale si trova la ricetta dell'antidoto capace di risvegliare Jocelyn. 
 Una volta arrivati sul posto, i due ragazzi trovano i diari degli esperimenti segreti di Valentine e scoprono in cantina l'angelo Ithuriel, devastato dalle mutilazioni operate su di lui da Valentine, incatenato e intrappolato da un pentacolo di rune. Ithuriel, poco prima di morire, rivelerà loro che Clary possiede sangue di angelo, mentre suo fratello Jonathan sangue di demone, che inevitabilmente lo porterà a perdere completamente la sua umanità. 
Una volta disattivate da non si sa chi le Torri Antidemoni di Alicante, orde di demoni attaccano la città, seminando morte e distruzione ovunque; nel mentre, i giovani Shadowhunters si recano alla prigione del Conclave, dove è rinchiuso Simon, per cercare di liberarlo. Qui scoprono che Samuel, il compagno di cella del vampiro, è in realtà Hodge, sopravvissuto all'attacco di Luke del primo libro, che rivela loro di aver scoperto che lo Specchio Mortale (terzo ed ultimo strumento sacro dei Nephilim) è in realtà il Lago Lyn. 
  Sebastian, che li aveva seguiti di nascosto, trafigge Hodge con un pugnale e si rivela una spia di Valentine. Inoltre, nel trambusto generale della battaglia, scopriamo che Sebastian ha ucciso anche il piccolo Max Lightwood, di nove anni (fratello minore di Isabelle ed Alec e fratellastro di Jace). 
Mentre Jace va alla ricerca di Valentine e Sebastian per vendicarsi della morte del fratellino, Jocelyn viene risvegliata dal coma da Magnus e racconta a Clary il motivo del suo allontanamento da Valentine: durante la sua prima gravidanza, il marito le dava da bere sangue di demone. Valentine, però, si rese presto conto della disumanità del suo primogenito e, procuratosi del sangue di angelo, lo diede da bere alla seconda moglie di Stephen, Céline, all’epoca incinta di qualche mese. Prima che Jocelyn lo tradisse, Valentine aveva deciso di somministrare anche a lei il sangue di angelo, per provare a risvegliarla dalla profonda depressione in cui era caduta, ignorando che la moglie fosse già incinta del secondo figlio: Clary. 
Il bambino di Celinè col sangue di angelo nelle vene si rivelerà essere Jace, mentre il vero fratello di Clary altri non è che Sebastian, il vero Jonathan Morgenstern, totalmente incapace di amare. Nel frattempo Simon, recatosi da Isabelle per consolarla dopo la morte di Max, consuma con lei un rapporto sessuale per aiutarla a distrarsi dal dolore.
Quando Clary scopre che il suo amato Jace non è suo fratello, vorrebbe subito correre a dirglielo, ma poi si ricorda con sgomento che lui è partito per andare ad uccidere Sebastian e Valentine. Prima di partire a sua volta per andare a cercarlo, Clary rivela a tutta la comunità di Shadowhunters le sue innate capacità e offre loro un'arma invincibile: riesce a creare una runa in grado di unire uno Shadowhunter ad un Nascosto e congiungere così i loro poteri in battaglia. Infatti, in cambio della partecipazione dei Nascosti nella guerra, il Conclave fornirà loro quattro seggi nel Consiglio (uno per gli stregoni, uno per i licantropi, uno per i vampiri ed uno per le fate); in questo modo, Clary è riuscita ad unire come mai prima d’ora tutti i membri del Mondo Invisibile, segnando l’inizio di una nuova era.
Siccome Simon è ora un Nascosto e quindi viene obbligato a partecipare allo scontro da Raphael, Clary gli traccia sulla fronte il Marchio di Caino, una delle primissime rune mai esistite, capace di proteggere il suo amico da qualsiasi tipo di attacco (quando Caino uccise suo fratello Abele, Dio lo condannò ad essere per sempre ramingo e fuggiasco e pose un segno su di lui come marchio, ma proibì che fosse ucciso: chi l'avesse fatto, infatti, avrebbe subito la sua vendetta sette volte).
Mentre tutti gli Shadowhunters in età da battaglia, insieme ai Nascosti, partono per affrontare l’esercito di demoni mandato contro di loro da Valentine, Clary resta nascosta all’interno della Sala del Consiglio e qui scopre che l’attuale Console (il capo del Conclave), Malachi, è una spia di suo padre e che Valentine si trova sulle sponde del Lago Lyn.
Successivamente, Malachi viene ucciso dal corvo personale di Valentine e Clary approfitta della sua morte per scappare e andare a fermare il padre, ma Valentine la intercetta, la cattura e la imprigiona grazie a delle Rune di Quiete.
Nel frattempo, Jace trova Sebastian e ingaggia con lui una furiosa lotta, durante la quale Sebastian rompe il polso dell'avversario e fa per ucciderlo. Fortunatamente Isabelle, giunta fin lì spinta dalla vendetta per la morte di Max, gli taglia via una mano, facendo sì che Sebastian sfoghi i suoi colpi su di lei. Jace dunque si rialza e pugnala Sebastian alla schiena, uccidendolo e abbandonando il suo corpo in un fiume, per poi recarsi al Lago Lyn, dove trova Valentine intento a cominciare il rituale per evocare un angelo ed ordinargli di eliminare tutti gli Shadowhunters non fedeli a lui. 
Una volta arrivato sul posto, Jace vede Clary in trappola e prova a salvarla, ma Valentine lo uccide, trafiggendolo con una spada. 
  Clary, sconvolta dalla morte dell’amato e impossibilitata a muoversi, con grande fatica riesce a modificare il cerchio runico tracciato da Valentine sulla sabbia, necessario a compiere il rito d’evocazione: dove prima c'era una runa che indicava suo padre come padrone del cerchio, ora c'è una runa che indica lei come padrona.
L'angelo Raziel appare in tutto il suo splendore e rimprovera aspramente Valentine per il suo operato e per la sua condotta. Quando l'uomo gli ricorda che è obbligato a compiere un'azione richiesta dal padrone del cerchio, l'angelo risponde che solo Clary può farlo e poi, senza alcuna pietà, lo uccide forandogli il petto con un raggio divino. 
  Ora tocca a Clary, liberata dalle rune che prima la immobilizzavano, esprimere un desiderio. La ragazza capisce di non poter ottenere niente di eccelso come la pace nel mondo o la scomparsa di tutti i demoni, quindi si limita a chiedere indietro la vita di Jace, il suo grande amore.
Pochi giorni dopo, tutto sembra essere tornato alla "normalità". Alec e Magnus sono finalmente usciti allo scoperto, Maia ed Isabelle si contendono le attenzioni di Simon e Luke trova finalmente il coraggio di dire a Jocelyn che l'ama da sempre, scoprendo con sorpresa di essere ricambiato.
Durante i festeggiamenti per la vittoria contro Valentine, Clary, preoccupata che Jace non la voglia più, lo va a trovare in un giardinetto isolato dietro alla Sala del Consiglio; il ragazzo è seduto sopra a dei gradini, solo e sconfortato. Jace aveva amato Valentine come padre ed ora lo ha perso, mentre Stephen Herondale, il suo padre biologico, è per lui come un fantasma. Clary, allora, gli ricorda che la sua vera famiglia sono i Lightwood, poi gli chiede se voglia restare da solo. Poiché lui le risponde di sì, Clary fa per andarsene; a quel punto, allora, Jace si riprende dal suo stato di torpore e si scusa, dicendole che il sì era riferito alla storia sulla sua famiglia e non a lei. 
  Senza più restrizioni, ora i due ragazzi possono finalmente stare insieme, felici e contenti.

## Edizioni
- Cassandra Clare, Shadowhunters - Città di vetro, traduzione di Maria Cristina Leardini, collana Chrysalide, Arnoldo Mondadori Editore, 2009,  ca. 576 pagine, ISBN 978-88-04-59307-2.
- Cassandra Clare, Shadowhunters - Città di vetro, traduzione di Maria Cristina Leardini, collana Oscar Bestsellers, Arnoldo Mondadori Editore, 2011,  ca. 574 pagine, ISBN 978-88-04-60584-3.